# Rice (Washington)
Rice es un área no incorporada ubicada en el condado de Stevens en el estado estadounidense de Washington.

## Geografía
Rice se encuentra ubicado en las coordenadas 48°25′44″N 118°10′13″O / 48.42889, -118.17028.